# Musica enchiriadis
"Musica enchiriadis" (em português, 'Manual de música') é o nome em Latim de um tratado de música anônimo do século IX, sendo a prova mais antiga existente de uma tentativa para estabelecer regras na polifonia primitiva da música ocidental. O Tratado foi no passado atribuído a Hucbald, mas hoje isto não é mais aceito.

## Conteúdo
Este tratado, acompanhado de um segundo - "Scolica enchiriadis", que serve de comentário do primeiro manual -, circulou  bastante em manuscritos medievais, geralmente junto com o tratado  "De Institutione Musica", de Boethius..
Musica enchiriadis consiste de 19 capítulos: os primeiros nove discutem notação musical, modos e cantochão monofônico;
 os capítulos 10-18 descutem música polifônica. O autor explica como o intervalo consonante deve ser usado para compor ou improvisar música polifônica. Os intervalos consonantes idenficados no tratado são os de quarta, de quinta e o intervalo de oitava, e algumas vezes o de terça e de sexta. Diversos exemplos de organum são dados no tratado. Musica euchiriadis também mostra regras para executar música e dá algumas indicações do caráter de algumas obras, como as palavras do latim:
- "morosus" = tristemente (em português)
- "cum celeritate" = rápido (em português)

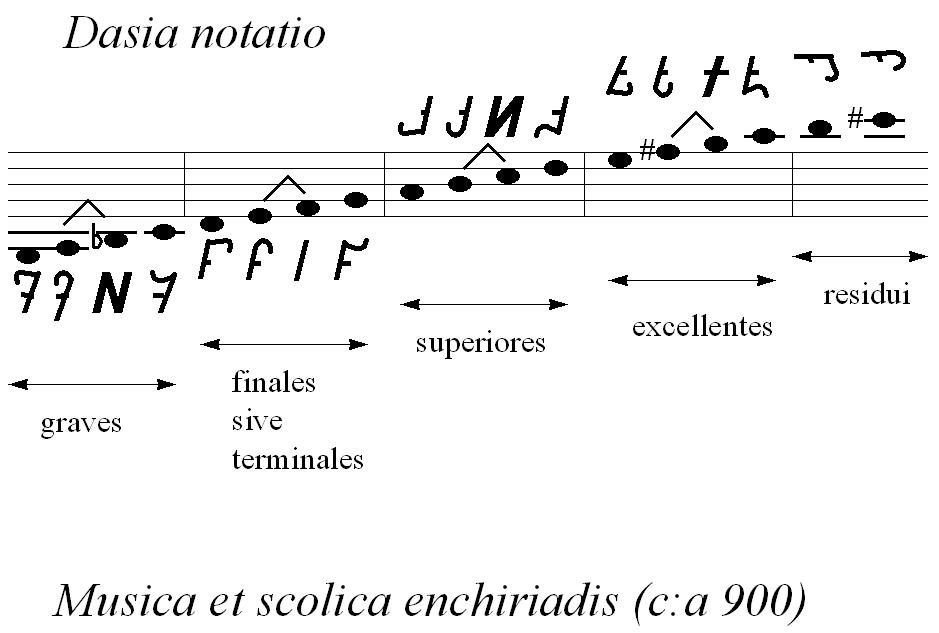
A notação musical dasiana usada em Musica enchiriadis. A escala do período chamava-se tetracorde (escalas de 4 notas) e existia 4 delas. Os símbolos indicando as notas estão virados e ao contrário (espelhados) dependendo do tetracorde. Uma transcrição moderna das notas segue acima e embaixo destas.

O último capítulo (19) trata da lenda de Orfeu.
A escala usada no trabalho é baseada no sistema de tetracordes e parece ter sido criada somente para uso no próprio tratado, e não estar associada à prática da época. O tratado também usa um sistema muito raro de notação musical, conhecido pelo nome de notação dasiana. As notações tem várias figuras (as notas) viradas até 90 graus para representar tons diferentes.

## Análise crítica
Uma edição crítica dos tratados foi publicado em 1981, e uma tradução do latim para o inglês foi  publicada em 1995.